# Sankt Peter in der Au
Sankt Peter in der Au是奥地利下奥地利州阿姆施泰滕县的一个市镇。总面积59.88平方公里，总人口4958人，人口密度82.8人/平方公里（2005年）。